# Romanshorn
Romanshorn is een plaats aan het Bodenmeer in het Zwitserse kanton Thurgau. Romanshorn maakt deel uit van het district Arbon en telt 9191 inwoners.

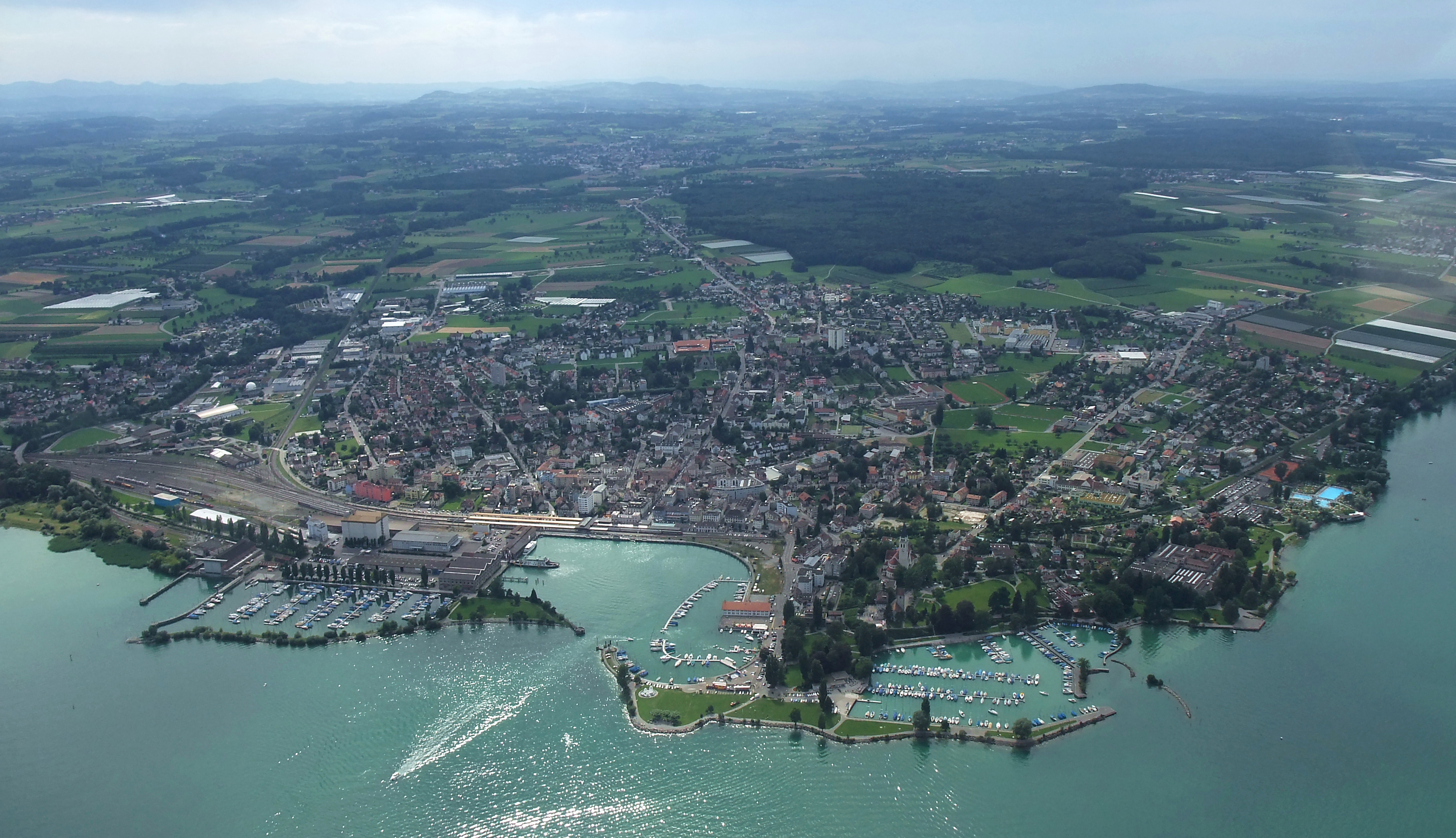

## Geschiedenis
De oudste sporen dateren uit het jaar 779. Romanshorn was eeuwenlang een 'buitenpost' van de Abdij Sankt Gallen. Met de bouw van de spoorweg en de haven midden 19e eeuw, ontwikkelde de plaats zich van vissersdorp tot verkeersknooppunt.

## Verkeer

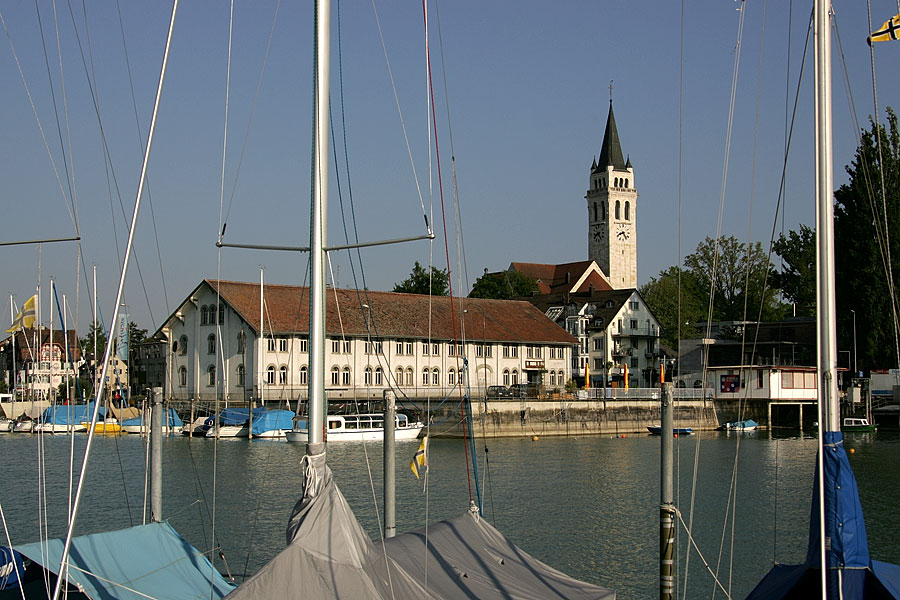
Haven van Romanshorn

Romanshorn heeft de grootste haven aan het Bodenmeer (naar wateroppervlakte gemeten), met een frequente veerdienst voor voertuigen naar Friedrichshafen. Vanuit het Station Romanshorn rijden treinen in vier richtingen : de Seelinie naar Kreuzlingen en Rorschach, naar Zürich en naar Sankt Gallen.